# Juan Cisneros de Reynoso y Valverde
El capitán Juan Cisneros de Reynoso y Valverde también conocido como Juan Cisneros de Reynosa (Guadalajara, Castilla, Monarquía Hispánica década de 1530-Santiago de Guatemala ~ principios del siglo XVII) fue un caballero hidalgo que participó en la Guerra italiana de 1551-1559, y luego se destacó en la América española en el ejercicio de los siguientes cargos: corregidor de Otavalo (en la Real Audiencia de Quito), corregidor del valle de Guatemala, alcalde mayor interino de la provincia de San Salvador, y alcalde mayor de las minas de la provincia de Honduras (estás tres en territorio de la Real Audiencia de Guatemala).

## Biografía
Nació en la década de 1530 en la ciudad de Guadalajara, Castilla; sus padres fueron Diego Cisneros de Reynoso e Isabel de Valverde.
Fue maestresala de Íñigo López de Mendoza y Luna IV Duque del Infantado. Luego se inscribió en los reales ejércitos donde alcanzó el título de capitán. Participó en la guerra italiana de 1551-1559, en donde combatió a los ejércitos del reino de Francia y la república de Siena que atacaban el virreinato de Nápoles (parte de la monarquía hispánica). En dicha guerra participó en la toma de San Florencio y Bastia en 1556, y luego en la toma de Ostia junto con Fadrique Álvarez de Toledo y Enríquez de Guzmán IV duque de Alba en 1557. Posteriormente a dicho conflicto se halló en la defensa de Mallorca del ataque del corsario otomano Uluj Alí en 1561.
A mediados de la década de 1560 viajó a la América española específicamente al territorio de la Real Audiencia de Quito en donde contrajo matrimonio con Inés de Bohórquez, hija del capitán Juan Sánchez de Jérez y Bohórquez que participó en la conquista de la provincia de Popoyán. En dicho territorio, y por provisión del licenciado Lope García de Castro virrey del Perú, se le concedió el cargo de corregidor de Otavalo, ejerciendo tal cargo desde 1569 a 1570; tras el cual fue alférez general de tres navíos que se alistaron para defender el territorio de la real audiencia quiteña de las incursiones del corsario inglés Francis Drake.
En 1578 se le concedió permiso para viajar al territorio de la Real Audiencia de Guatemala junto con su familia y su tío el licenciado Pedro García de Valverde (quien era presidente-gobernador de la real audiencia de Quito, y el cual en dicho año fue designado por el monarca español Felipe II como presidente-gobernador de la real audiencia de Guatemala), en donde se estableció en la capital de dicha real audiencia la ciudad de Santiago de Guatemala, al poco tiempo su tío el presidente-gobernador Valverde lo designó como corregidor del valle de Guatemala, tras lo cual en 1579 solicitó en la real audiencia información de sus méritos y de su suegro Juan Sánchez de Jérez y Bohórquez. En 1580 la real audiencia guatemalteca lo designó como alcalde mayor de la provincia de San Salvador, en donde dio una importante contribución para la finalización de la reconstrucción de la ciudad de San Salvador, que había sido grandemente afectada por el terremoto del 23 de mayo de 1576 y que todavía no se había repuesto por completo. En 1581 el monarca español Felipe II lo designó como alcalde mayor de las minas de la provincia de Honduras (que tenía por capital el pueblo de San Miguel Tegucigalpa) con el mandato además de que diese juicio de residencia al alcalde mayor anterior Juan de la Cueva, permaneció en este puesto hasta la finalización del período por el que fuese designado en el año de 1586 cuando regresó brevemente junto con su familia a Guadalajara.
A finales de 1586 se le concede licencia para viajar a Guatemala y Quito junto con su esposa, tres hijas (en total tuvo 7 hijos, 4 varones y 3 mujeres) y dos esclavos, también pide llevar a su hermana Isabel de Reynoso junto con un hijo de ella. En 1589 el cabildo de la ciudad de Santiago de Guatemala le otorga una caballería de tierra con destino a un potrero, al parecer residió en dicha ciudad hasta su fallecimiento, varios de sus hijos se trasladarían a Quito donde dejarían descendientes.